# Villa de Etla
Villa de Etla là một đô thị thuộc bang Oaxaca, México. Năm 2005, dân số của đô thị này là 7637 người.